# Khủng hoảng Vịnh Ba Tư 2019–21
Khủng hoảng Vịnh Ba Tư 2019–21 bắt đầu vào tháng 5 năm 2019 giữa Hoa Kỳ và Iran trong khuôn khổ cuộc khủng hoảng ngoại giao đã ảnh hưởng đến cả hai nước kể từ năm 2017.

## Sự kiện

### Sự cố Vịnh Oman lần thứ nhất
Vào ngày 12 tháng 5 năm 2019, bốn tàu thương mại đã bị hư hại ngoài khơi bờ biển Fujairah ở Vịnh Ô-man. Các tàu bao gồm hai tàu chở dầu đã đăng ký của Ả Rập Saudi, một tàu chở dầu đã đăng ký của Na Uy và một tàu chở dầu có đăng ký của Các Tiểu vương quốc Ả Rập Thống nhất. Các con tàu đã được neo đậu trên lãnh hải của Các Tiểu vương quốc Ả Rập Thống nhất để làm hầm ở Cảng Fujairah. Bộ Ngoại giao Các Tiểu vương quốc Ả Rập Thống nhất báo cáo rằng các tàu đã bị "tấn công phá hoại". Họ đã mở một cuộc điều tra điều tra chung với Hoa Kỳ và Pháp, thu được kết quả đánh giá điều tra ban đầu xác định rằng các lỗ từ 1.5 đến 3 mét trên thân tàu có thể là do thuốc nổ, khiến Hoa Kỳ nghi ngờ Iran đứng sau vụ việc, châm ngòi cho cuộc khủng hoảng này.

### Sự cố Vịnh Oman lần thứ hai
Sự cố vịnh Oman tháng 6 năm 2019 là một sự cố vào ngày 13 tháng 6 năm 2019, trong đó hai tàu chở dầu đã bị tấn công gần Eo biển Hormuz trong khi đi qua vịnh Oman. Nó diễn ra chỉ một tháng sau sự kiện tháng 5 năm 2019 tại vịnh Oman và giữa căng thẳng tăng cao giữa Iran và Hoa Kỳ, với việc Hoa Kỳ đổ lỗi cho Iran về vụ việc.

### Vụ Iran bắn hạ máy bay không người lái của Hoa Kỳ
Vào ngày 20 Tháng 6 năm 2019, Vệ binh Cách mạng Hồi giáo Iran (IRGC) bắn xuống một máy bay không người lái Hoa Kỳ mang số hiệu RQ-4A Global Hawk BAMS-D bằng một tên lửa đất đối không qua eo biển Hormuz. Các quan chức Iran nói rằng máy bay không người lái đã vi phạm không phận của họ, trong khi các quan chức Mỹ trả lời rằng máy bay này ở trong không phận quốc tế. Cả Iran và Mỹ đều có quan điểm khác nhau về nơi xảy ra vụ việc.

### Vụ tấn công Abqaiq–Khurais 2019
Cuộc tấn công Abqaiq-Khurais 2019 là một cuộc tấn công bằng máy bay không người lái nhắm vào các cơ sở sản xuất dầu Saudi Aramco tại Abqaiq và Khurais ở phía đông Ả Rập Xê Út vào ngày 14 tháng 9 năm 2019. Phong trào Houthi trong Yemen đã nhận trách nhiệm về vụ tấn công, mặc dù Hoa Kỳ đã khẳng định Iran đứng sau vụ tấn công. Cuộc tấn công là một phần của các sự kiện xung quanh can thiệp Ả-rập Xê-út trong nội chiến Yemen. Vụ tấn công đã gây ra đám cháy lớn tại các nhà máy, theo Bộ Nội vụ Ả Rập Xê Út, đã được dập tắt vài giờ sau đó, tuy nhiên, cả hai cơ sở đều ngừng hoạt động cho đến khi sửa chữa xong, cắt Sản lượng dầu của Ả Rập Xê Út khoảng một nửa, chiếm khoảng 5% sản lượng dầu toàn cầu và gây ra sự bất ổn của thị trường tài chính toàn cầu.

### Cuộc không kích sân bay quốc tế Baghdad 2020
Vào ngày 3 tháng 1 năm 2020, thiếu tướng Qasem Soleimani đã bị Hoa Kỳ không kích và giết chết tại Sân bay Baghdad với lý do nghi ngờ lực lượng Quds do Soleimani đứng đầu là một tổ chức khủng bố, thổi bùng lên căng thẳng giữa Mỹ- Iran. khiến cho rất nhiều người Iran lên tiếng biểu tình.

### Vụ Iran bắn nhầm chuyến bay 752 của Ukraine International Airlines
Vài ngày sau, ngày 8 tháng 1 năm 2020, máy bay Ukraina mang số hiệu 752 của Ukraine International Airlines rơi. Sau đó, giới chức Iran đã thừa nhận là do nước này "bắn nhầm", vì vậy mà người biểu tình Iran và người dân khắp thế giới đã đồng loạt phản đối. Thậm chí, người biểu tình Iran chuyển hướng phản đối chính phủ nước này, đòi lãnh tụ tối cao Ali Khameinei từ chức.